# Club Natació Atlètic Barceloneta
Club Natació Atlètic Barceloneta je španjolski vaterpolski klub iz katalonskog grada Barcelone. Osnovan je 1929.
U Euroligi 2012./13. prvi put su došli do poluzavršnice. Sezone 2013./14. posve su neočekivano prvi put postali prvaci Europe izbacivši u poluzavršnici riječko Primorje, a u završnici kragujevački Radnički.

## Sastav 2012./13.
Roger Tahull Compte (1997.),  Marc Andrew Blanch Cantera (1995.),  Ignasi Soler Perez (1997.),  David Martin Lozano (1977.),  Sergi Cabanas Pegado (1996.),  Balazs Marton Sziranyi Somogyi (1983.),  Anthony Lawrence Martin (1985.),  Daniel Lopez Pinedo (1980.),  Josip Vrlić (1986.),  Victor Flores Fernandez (1994.),  Ruben De Lera Calero (1992.),  Marko Petković (1989.),  Joshua Monpeat Portana (1993.),  Miguel Linares Torras (1997.),  Felipe Perrone Rocha (1986.),  Albert Plazas Lopez (1996.),  Marc Roca Barcelo (1988.),  Mario Lloret Gomez (1990.),  Marc Minguell Alferez (1985.),  Francisco Fernandez Miranda (1986.); trener  Santiago Fernández (ŠPA, 1972.)

## Klupski uspjesi
- Euroliga:' 2013./14. (1x)

- prvenstvo: 1970., 1973., 1974., 2001., 2003., 2006., 2007, 2008, 2009, 2010, 2011, 2012. (12x)
- kup: 1999/00., 2000/01., 2003/04., 2005/06., 2006/07., 2007/08, 2008/09, 2009/10 (8x)
- superkup: 2001., 2003., 2004., 2006., 2007, 2008, 2009, 2010 (8x)

## Vanjske poveznice
- Web oficial del club